# Great Bird Island
Cet article possède un paronyme, voir Bird Island (homonymie).
Great Bird Island est une petite île d'Antigua-et-Barbuda située au large de la côte nord-est d'Antigua. C'est une île privée ouverte au public.